# Turbonilla incisa
Turbonilla incisa är en snäckart som beskrevs av Bush 1899. Turbonilla incisa ingår i släktet Turbonilla och familjen Pyramidellidae.

## Underarter
Arten delas in i följande underarter:
- T. i. incisa
- T. i. constricta